# Віритимні вибори

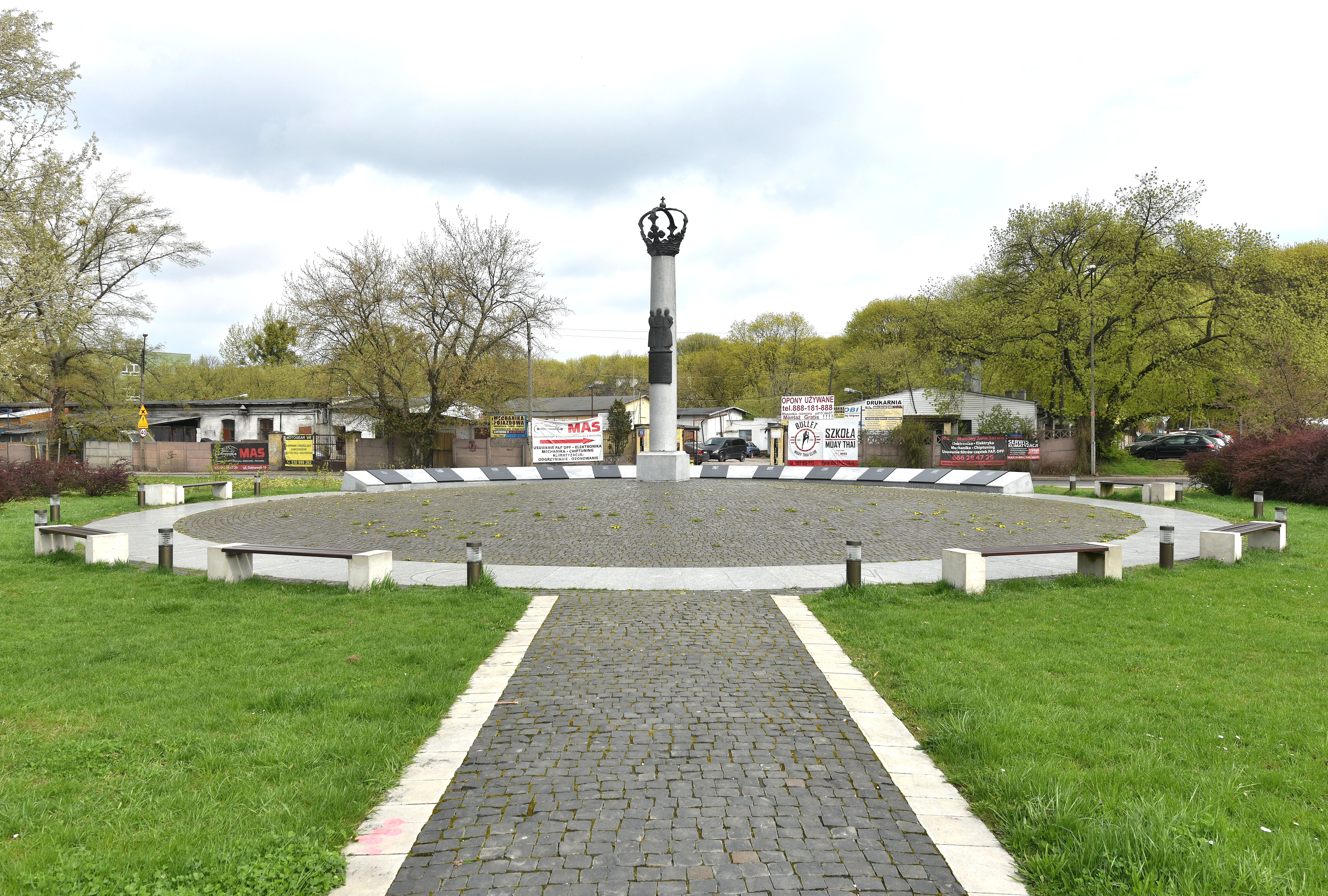
Пам'ятник Electio Viritim у Волі у Варшаві

Віритимні вибори (лат. electio viritim — «особистий вибір» від лат. viritim, досл. «чоловіки») — вибори, що означали особисту участь усієї шляхти у виборах короля.

## Історія
Вже король Сигізмунд I Старий видав два статути в 1530 і 1538 роках, визначаючи принцип вибору монарха, де він встановив виборність viritim раз і назавжди. На вибори міг прийти кожен охочий (unusquisque qui vellet), і вибори мали бути вільними (electio Regis libera).
Ідею viritim виборів запропонував Петро Зборовський. Вона швидко здобула підтримку шляхти, зокрема (після початкового опору) Яна Замойського, який став її палким прихильником.
Цю форму виборів остаточно погодили зібрані на першому конвокаційному сеймі, скликаному 6 січня 1573 року. Перші вільні вибори такого типу відбулися 11 травня 1573 року, коли було обрано французького принца Генріха Валуа. Це відбулося в селі Камйонек під Варшавою. Проте традиційним місцем обрання нових монархів на престол Речі Посполитої було село Воля під Варшавою.
За словами популяризатора історії Славоміра Лешневського, віритимні вибори, як протилежність розглядуваним виборам представників, у поєднанні з невдачею мажоритарного методу голосування (запропонованого Замойським), призвели до появи «анархії» та ексцесів liberum veto.
Остаточно цей вид виборів був скасований у 1791 року Чотирирічним сеймом.